# Ушкудук
Ушкудук (каз. Үшқұдық; до 1993 г. — Бахирёво) — село в Акжаикском районе Западно-Казахстанской области Казахстана. Входит в состав Кабыршактынского сельского округа.

## Население
В 1999 году население села составляло 162 человека (78 мужчин и 84 женщины). По данным переписи 2009 года, в селе проживало 9 человек (8 мужчин и 1 женщина).